# Штайн (Оденталь)
Штайн (нем. Stein) — небольшой сельский населённый пункт хуторского типа в коммуне Оденталь (Северный Рейн-Вестфалия, Германия).

## География

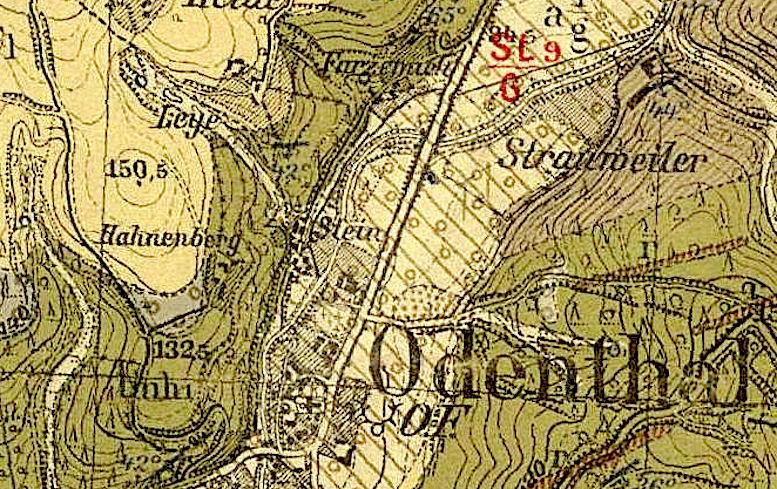
Геологическая основа поселения Штайн

### Положение и связи
Поселение Штайн расположено на юго-западе коммуны, в одном километре севернее коммунального центра, на горном склоне над рекой Дюнн. В этом месте в Дюнн впадает водоток Штайнер-Зифен. Здесь начинается асфальтовая часть дороги Мюленвег, идущая через поселение Фарцемих к дороге земельного значения L 101. В центр Оденталя из Штайна можно попасть и по прямой узкой гравийной дороге вдоль Дюнна.

### Геологическая основа
Поселение Штайн расположено на склоне долины, сложенной осадочными породами верхней части среднего девона (живетский ярус). Местное геологическое название — формация Хонзель. Отложения представлены серыми песчаниками и грауваккой. Время отложения — около 385 млн. лет назад. В настоящее время склон долины реки Дюнн активно разрушается эрозионными процессами.

### Природоохранная территория
Со стороны Дюнна вся часть склона до строений поселения относится к природоохранной территории поймы Дюнна, которая выделена вдоль поймы всего среднего участка реки Дюнн. Со всех других сторон поселение окружено природоохранным биотопом BK-4908-077, называемым "Штайнер Зифен у Оденталя".

## История
Штайн упоминается как первая мельница господ Оденталя около 1000 года. Мельница была построена в 1467 году Иоганном фон Кваде, господином близлежащего замка Штраувайлер. Мельница, которую иногда также называли Кваденмюле (Quadenmühle) или Квадтмюле (Quadtmühle), принадлежала соответствующим хозяинам замка. Она была завещана Адаму фон Халлу в 1527 году вместе с другими хуторами.
Сохранившийся налоговый список 1586 года показывает, что поселение Штайн было частью деревенской администрации прихода Оденталь.
В картографическом издании Топография Дукатус  Монтани Эриха Филиппа Плённиса, (лист Амт Мизелое), населённый пункт в 1715 году обозначен как "мельницв".
В 1789 году Карл Фридрих фон Вибекинг также обозначил населённый пункт мельницей в своей хартии герцогства Берг. Это показывает, что мельница Штейн входила в Герршафт Оденталь в составе герцогства Берг.
Во время французской оккупационной администрации между 1806 и 1813 годами старые органы управления были ликвидированы, и Штайн отошёл к мэрии Оденталь кантона Бенсберг. В 1816 году прусское правительство преобразовали французскую мэрию в немецкий бюргермайстерай Оденталь в составе административного района Мюльхайм ам Райн.
Это поселение указано как Штайн на одном из листов топографической карты Рейнской области 1824 года и на листе первой топографической карты Пруссии 1840 года. Во втором (новом) издании топографической карты Пруссии 1892 года поселение также указано как Штайн или без названия на листах измерительных таблиц. Тогда католики, населявшие хутор, относились в приходу Оденталя, а сама мельница отмечена в адресной книге в 1885 году.

## Население
Данные по количеству жителей поселения Штайн имеются с 1822 года и никогда их число не превышало 25 человек. В XIX-начале XX века количество жителей поселения развивалось следующим образом:
| Год  | кол-во жителей | Жилые здания | Категория               |
| ---- | -------------- | ------------ | ----------------------- |
| 1822 | 25             |              | мельница                |
| 1830 |                |              | мельница                |
| 1845 | 19             | 3            | водяная мельница и дома |
| 1871 | 25             | 4            | хутор                   |
| 1885 | 11             | 4            | населённый пункт        |
| 1895 | 20             | 3            | населённый пункт        |
| 1905 | 16             | 4            | населённый пункт        |

В настоящее время поселение состоит из 6 жилых зданий с подсобными хозяйствами. Открытых данных о количество жителей нет.

## Музей мельниц
В Штайне находится Музей мельниц, созданный местным жителем Гюнтером Блёмером. Несмотря на преклонный возраст (Блёмер родился в 1933 году), он продолжает наполнять обширную коллекцию  моделей мельниц новыми экспонатами: зерновыми, маслобойными, валяльными, водяными, пороховыми, бумажными. Кроме моделей местных исторических мельниц посетители рассматривают и другие модели: кареты и исторические здания мира, среди которых имеются модели деревянного зодчества русского севера (в Кижах) и Храм Василия Блаженного Москвы (помещённый в стеклянную бутыль) (см. фотографии в категории Commons). Изюминкой постоянной экспозиции является копия Альтенбергского собора примерно 1830 года. Музей мельниц открыт круглогодично и является бесплатным.

## Памятники архитектуры
Ансамбль старых фахверковых зданий вместе с каменным сооружением мельницы внесен под номерами 52 (05.378.020-A52), 53 (05.378.020-A53) и 54 (05.378.020-A54) в Список памятников архитектуры Оденталя. Все они относятся к сооружениям XVIII века.

Памятники архитектуры Штайна
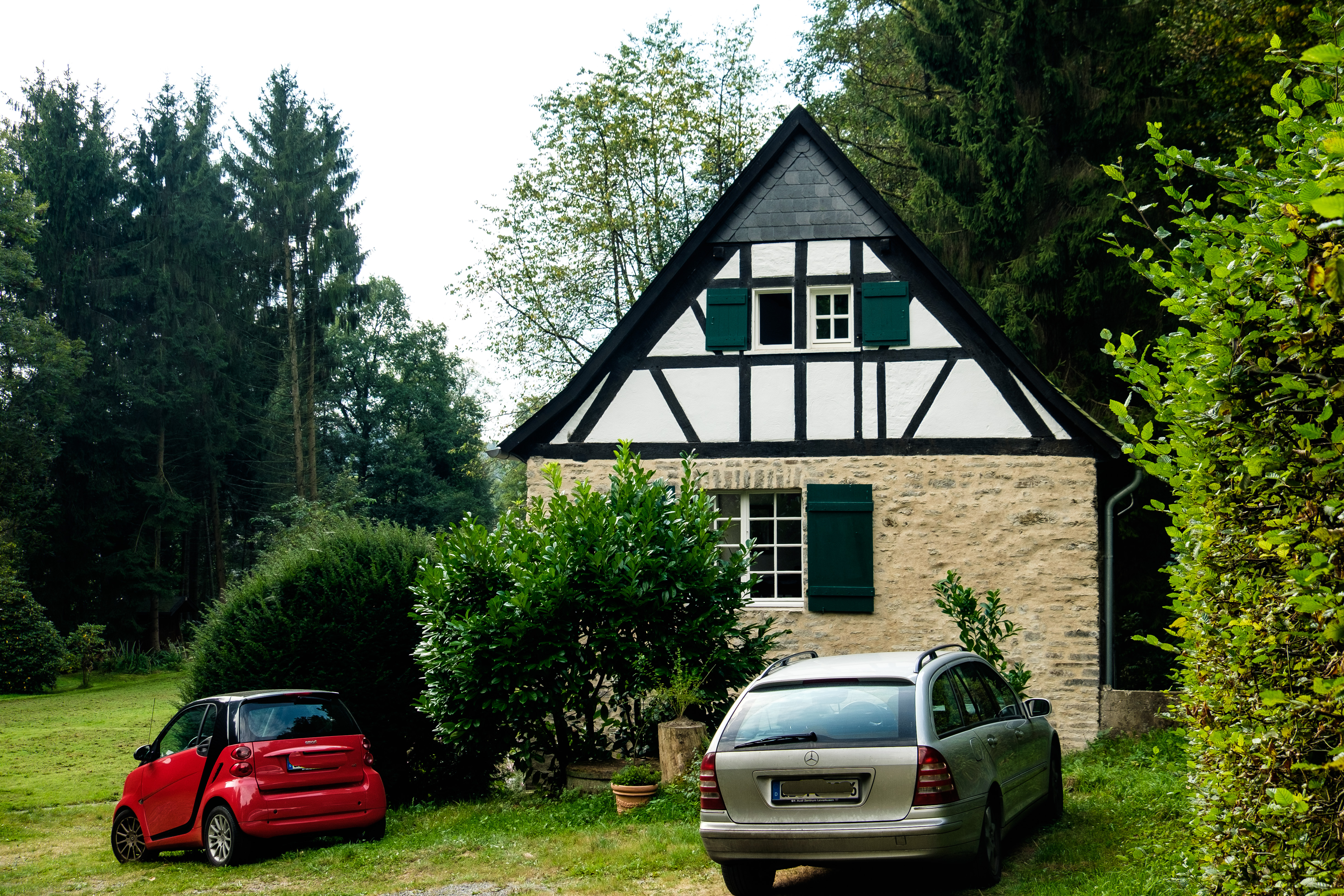
Памятник № 52. Вид мельницы с севера
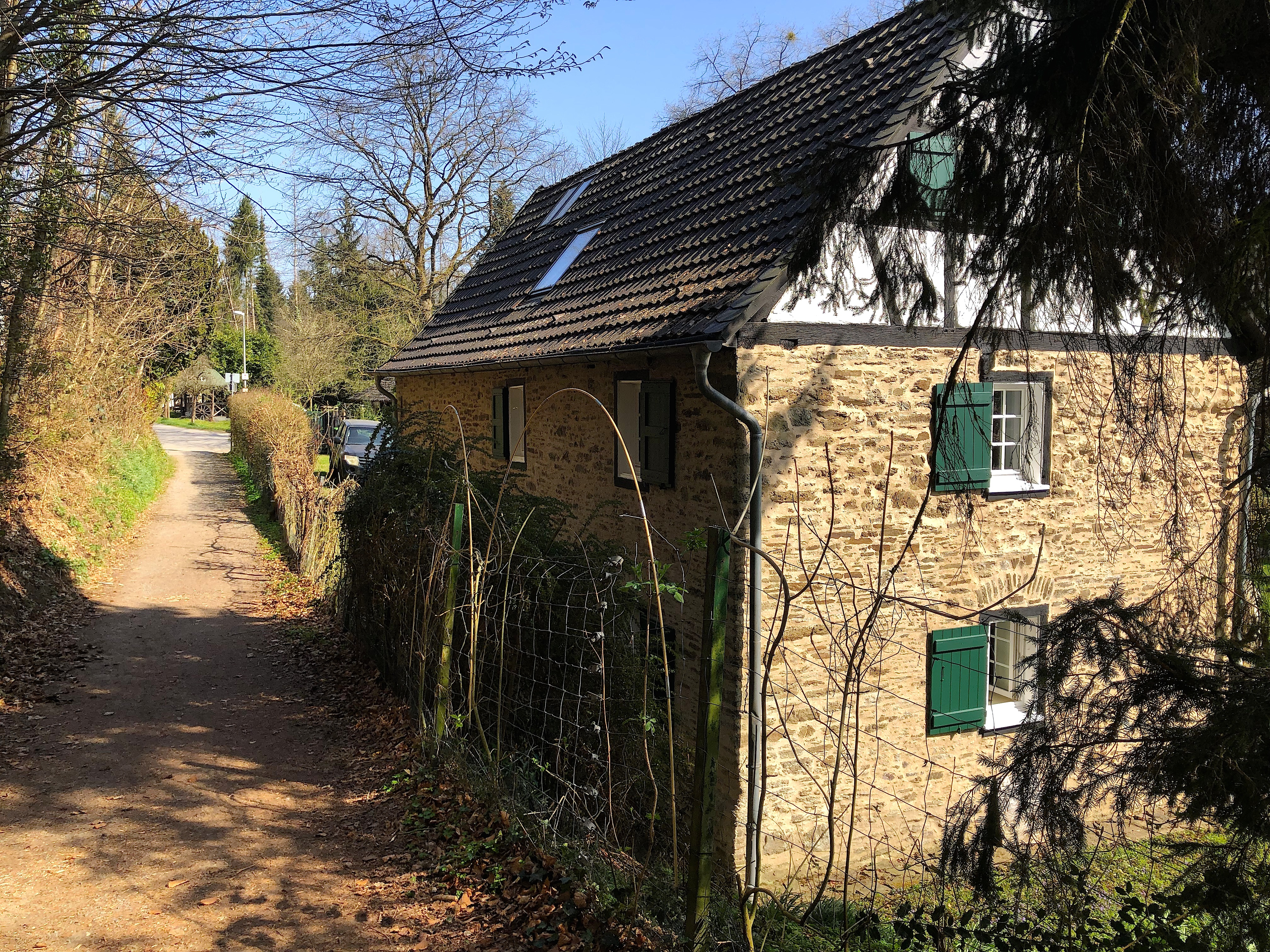
Памятник № 52. Вид мельницы с юга
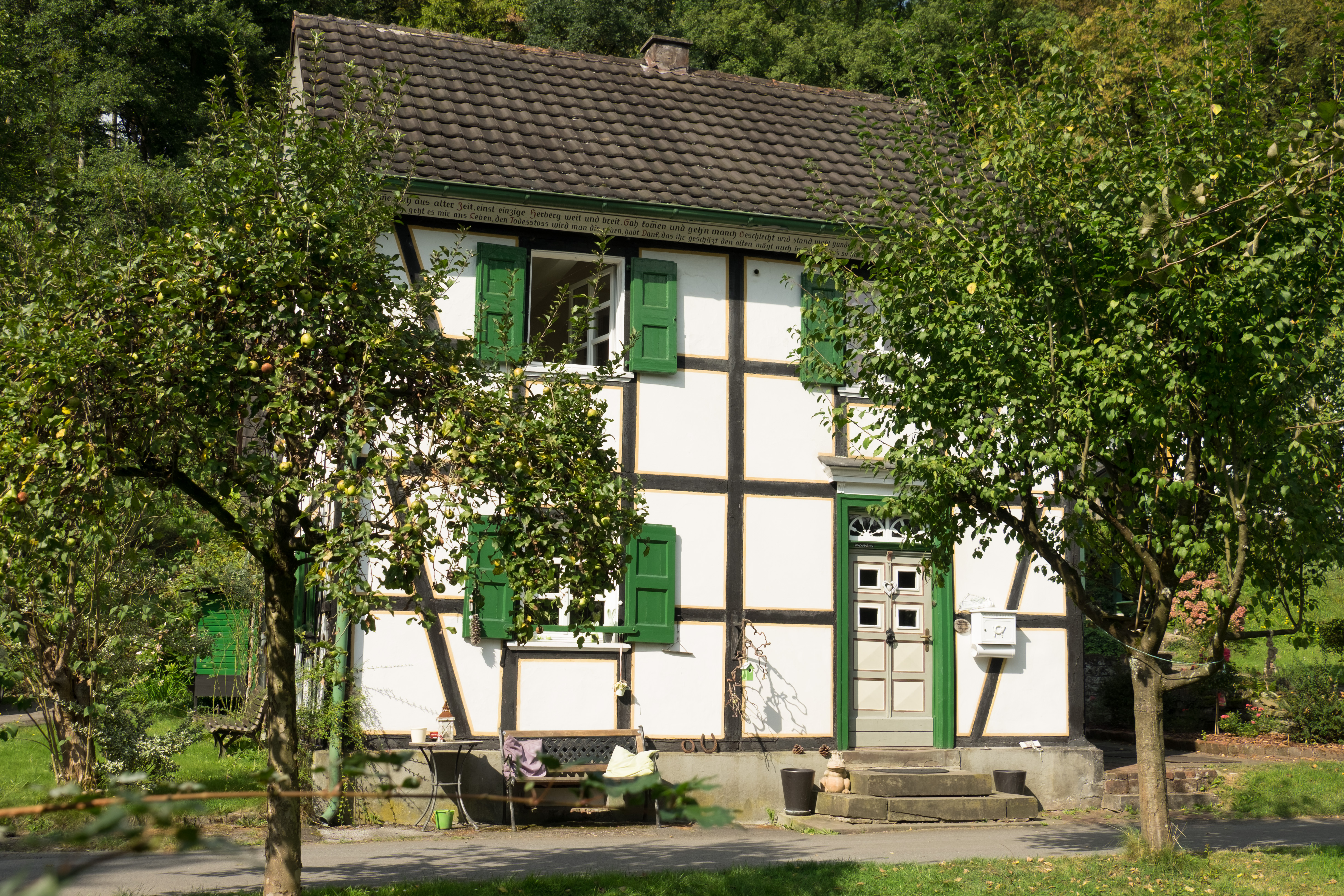
Памятник № 53. Вид с юго-востока
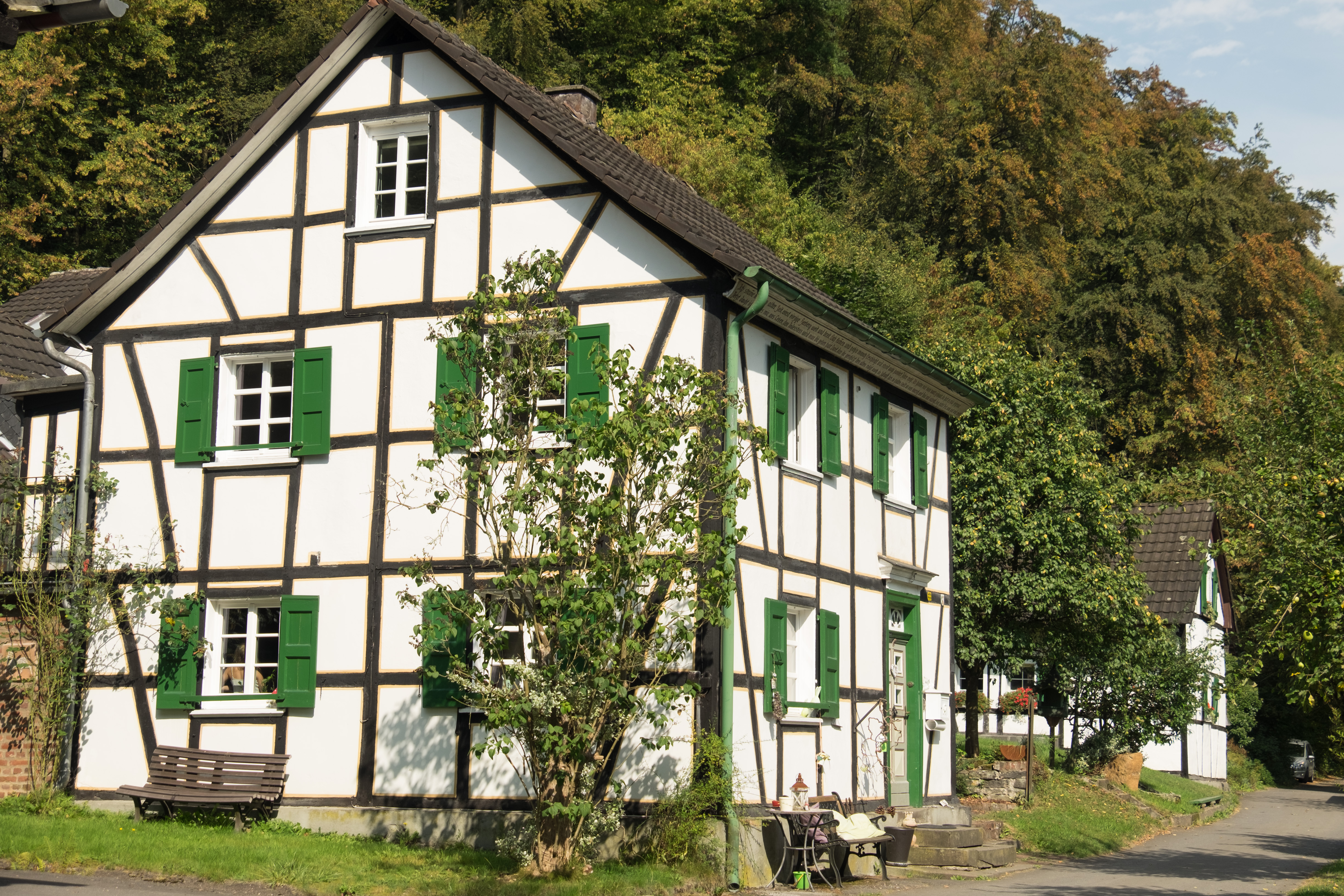
Памятник № 53. Вид с юга
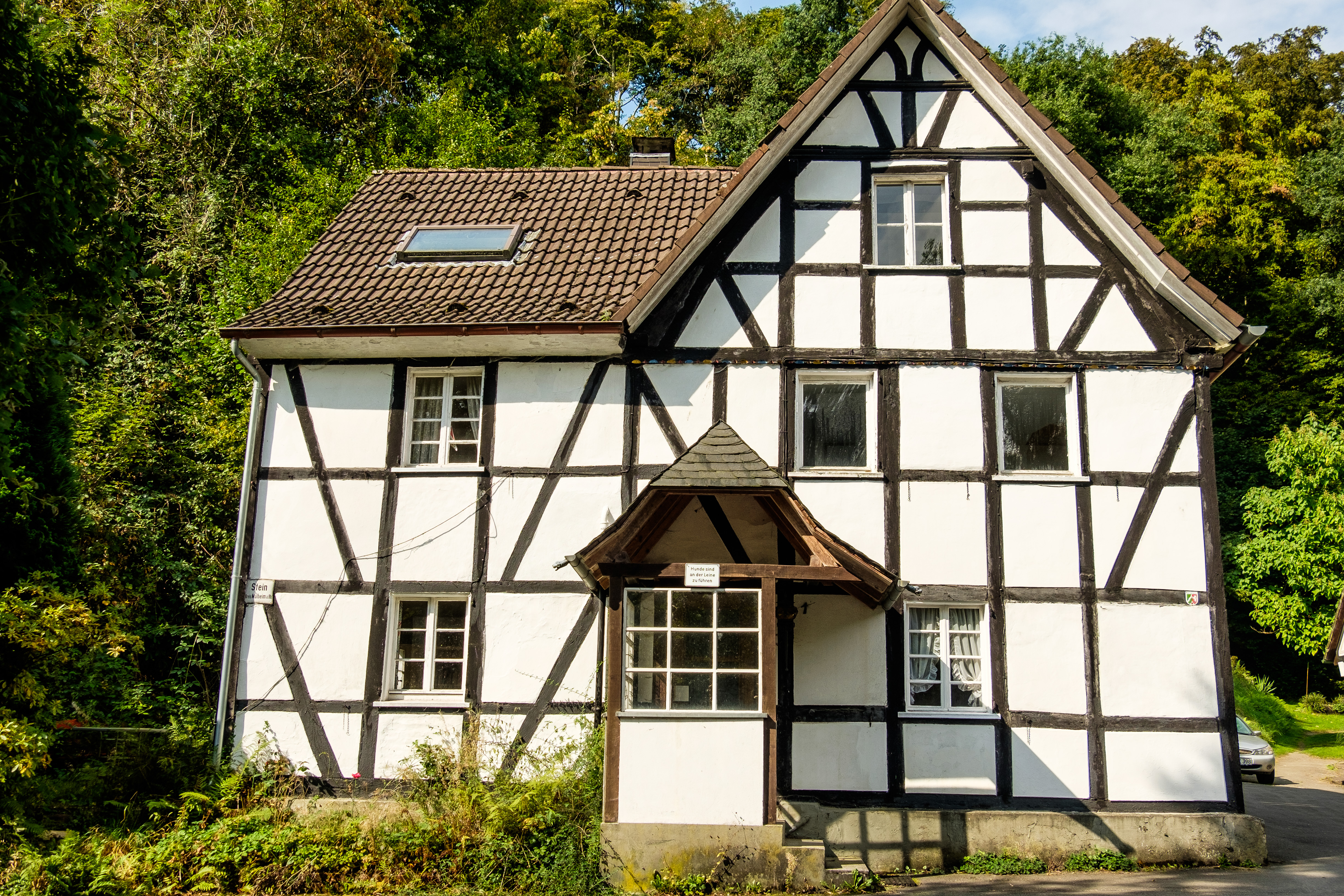
Памятник № 54. Вид с юго-востока
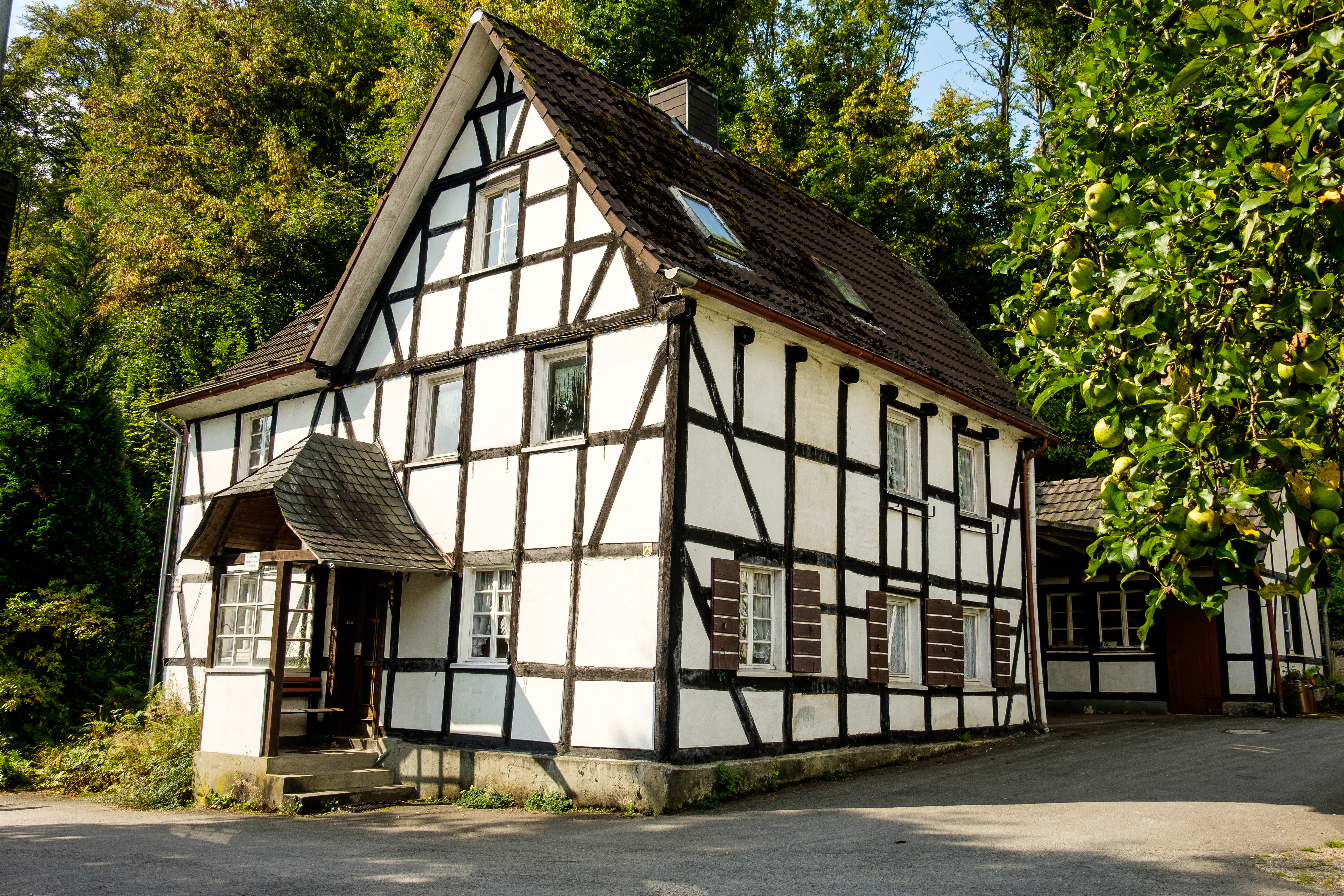
Памятник № 54. Вид с востока

## Паломничество и туризм
Через поселение проходит участок маркированного исторического христианского паломнического маршрута Путь святого Иакова из Вупперталя (Байенбург) в Кёльн.
Поселение включено в несколько маркированных туристских маршрутов, среди них:
- Бергский путь (его отдельный однодневный маркированный участок номер 6 Графско-монашеский путь, протяжённостью 11,4 км)[21]
- Местный туристский маршрут "Открываем Оденталь" (круговой путь вокруг исторического ядра Оденталя)[22].
- Велосипедный маршрут "Круг около реки Дюнн"[23].